# بلعوم فموي
البلعوم الفموي (بالإنجليزية: Oropharynx)‏ هو القسم الأوسط من البلعوم يمتد من مستوى الحنك الرخو وحتى مستوى الحافة العلوية للسان المزمار. يتصل في الأمام مع جوف الفم عبر برزخ الحلق. يمتد من لسان المزمار نحو قاعدة اللسان ثلاث طيات: طية لسانية مزمارية ناصفة وطيتان لسانيتان مزماريتان وحشيتان. تسمى الفسحة الواقعة بين الطية الناصفة والوحشية بأخدود المزمار. يوجد على الجدار الوحشي للبلعوم الفموي طيتان تشكلان مع الطيتين من الجهة المقابلة فوسين هما قوس حنكية لسانية في الأمام وقوس حنكية بلعومية في الخلف وبين الطيتين نجد الوزة الحنكية.

## صور إضافية

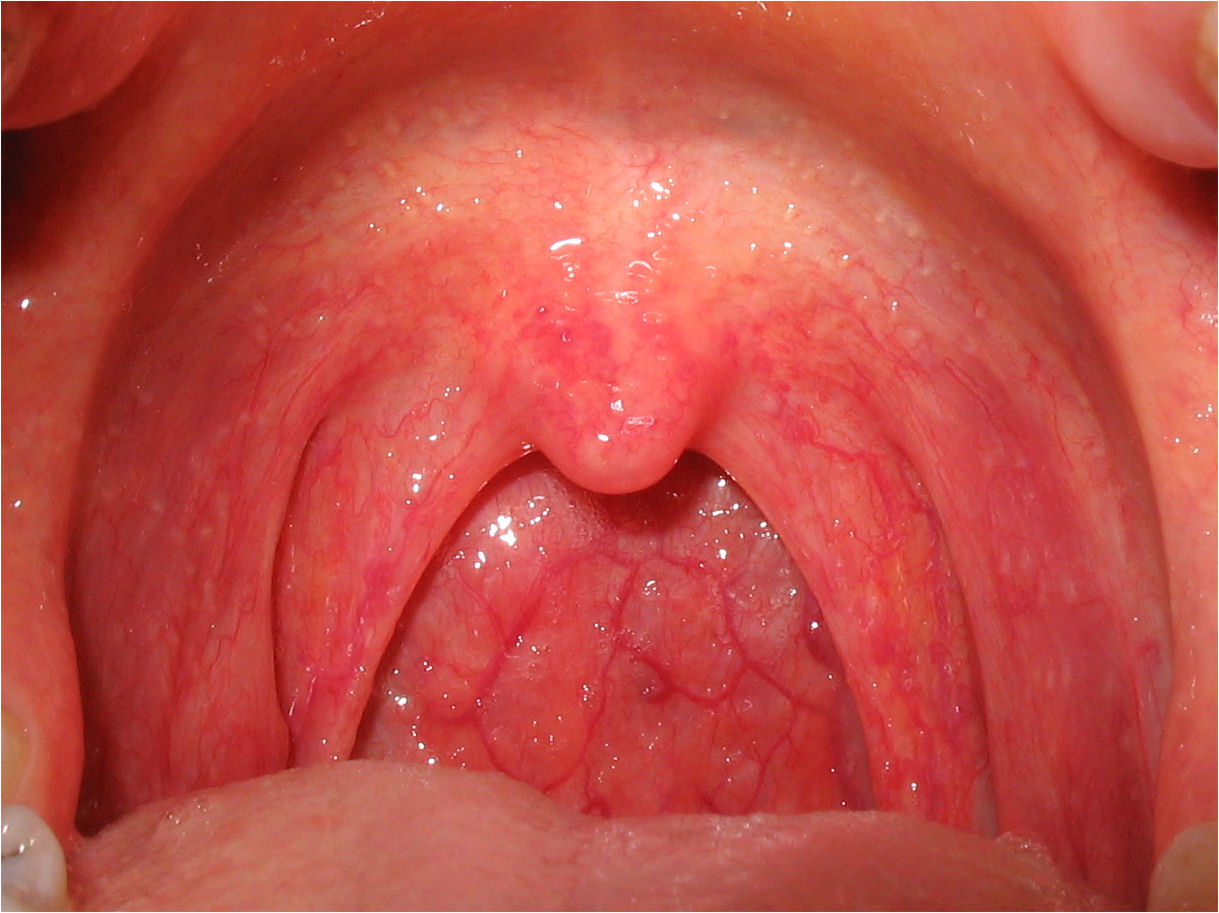
التهاب البلعوم الفيروسي.
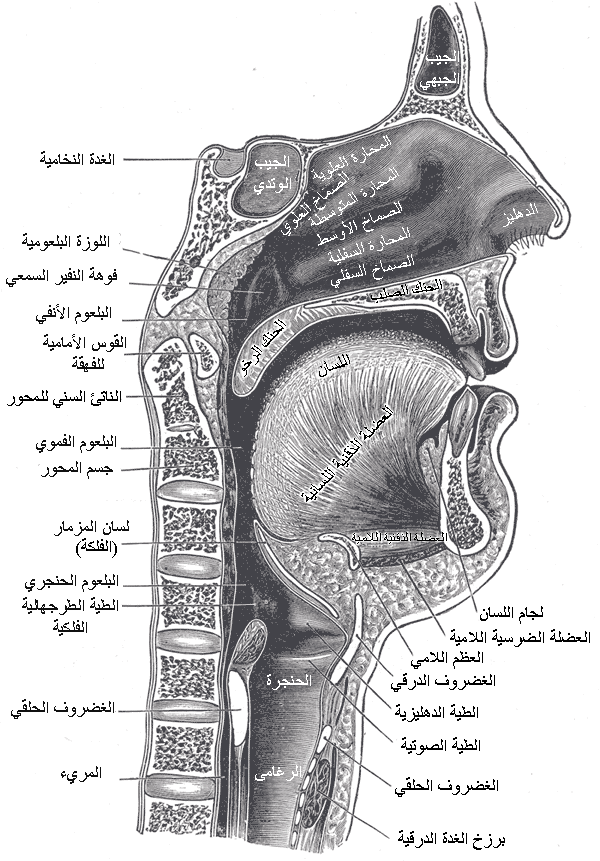
مقطع سهمي في الأنف، الفم، البلعوم، والخنجرة.